# Rupert Matthews
Pour les articles homonymes, voir Matthews.
Rupert Oliver Matthews, né le 5 décembre 1961 à Dorking, est un écrivain et homme politique britannique, membre du Parti conservateur. 

## Biographie

### Études et carrière professionnelle
Rubert Matthews étudie à l'Esher Grammar School (en) puis travaille comme écrivain et journaliste indépendant. Directeur de la rédaction de Bretwalda Books, il est l'auteur de plus de deux cents livres sur l'histoire, les fantômes, la cryptozoologie, les OVNI, les activités paranormales ou encore des histoires pour enfants. Il donne également des cours en ligne sur le paranormal pour le compte de l’université internationale de métaphysique.

### Parcours politique
Rubert Matthews est membre du Parti conservateur. Il devient député européen le 28 juin 2017, remplaçant Andrew Lewer. Il n'est pas réélu en 2019.

## Œuvres
- Paranormal Surrey, 2010
- Haunted Hampshire, 2009
- Mysterious Cornwall, 2008